# Senza ali
Senza ali è il quinto album d'inediti della cantautrice italiana Giorgia, pubblicato nel 2001.

## Descrizione
Contiene il grande successo Di sole e d'azzurro, secondo classificato al Festival di Sanremo 2001. Il CD, registrato negli Stati Uniti, segna un cambiamento profondo dell'artista dopo Girasole: stavolta ci sono più suoni elettronici, una musicalità più sul rhythm and blues ed arrangiamenti più studiati. Senza ali vanta collaborazioni importanti. Oltre alla band di Giorgia, che ha collaborato agli arrangiamenti, hanno scritto dei brani anche Zucchero Fornaciari e Alex Baroni. Inoltre, c'è una canzone, Save the world, scritta da Giorgia assieme ad Aisha Ahmad; in Il mare sconosciuto, è ospite il musicista Herbie Hancock, con cui la cantante aveva già duettato dal vivo nel 2000. Giorgia, oltre che produttrice, è anche autrice della maggior parte dei brani.
Questo album contiene brani impegnativi vocalmente e musicalmente oltre che varie tematiche come l'emancipazione della donna, la guerra, varie situazioni amorose e sentimentali, contiene anche canzoni molto introspettive e di "Resoconto personale" come Il tempo, Qualcosa cambierà, Un posto migliore ed Ho bisogno di un sogno. Nel disco Giorgia inoltre accusa la nostra società e i meccanismi emotivi e psicologici dell'essere umano condizionati da essa. In più occasioni nell'album la cantante incita alla libertà di espressione ed accusa ogni tipo di discriminazione con frasi come "Né schiavi né padroni, ogni vita merita le ali".
Al disco è seguito un tour. Il Senza ali tour tocca 35.000 spettatori in alcune serate e conta più di 40 concerti in giro per l'Italia e non solo.

## Tracce
1. Senza ali – 3:44 (testo: Giorgia – musica: Michael Baker)
2. Save the world – 3:37 (testo: Giorgia, Aisha Ahmad – musica: Michael Baker)
3. Di sole e d'azzurro – 4:14 (testo: Zucchero Fornaciari – musica: Mino Vergnaghi, Matteo Saggese)
4. Interstellare – 4:08 (testo: Giorgia – musica: Michael Baker)
5. Un posto migliore – 4:03 (testo: Giorgia – musica: Michael Baker)
6. Un sole dentro al cuore – 4:02 (testo: Zucchero Fornaciari, Mino Vergnaghi, Matteo Saggese – musica: Mino Vergnaghi, Matteo Saggese, Lance Burman)
7. Prima di domani – 5:31 (testo: Alex Baroni – musica: Michael Baker, Ricky Peterson)
8. Canzone degli innamorati – 4:10 (testo: Giorgia – musica: Michael Baker)
9. Qualcosa cambierà – 4:00 (testo: Giorgia – musica: Leroy James, Darren Michael)
10. Ho bisogno di un sogno – 3:53 (testo: Zucchero, Giorgia, Mino Vergnaghi, Matteo Saggese – musica: Mino Vergnaghi, Matteo Saggese)
11. Il tempo – 4:37 (Giorgia)
12. Il mare sconosciuto (feat. Herbie Hancock) – 4:46 (testo: Giorgia – musica: Michael Baker, Ricky Peterson, Peter Anderson)
13. Girasole (acustica) – 3:55 (testo: Giorgia – musica: Giorgia, Adriano Pennino)

## Formazione
- Giorgia - voce
- Sonny T. - basso
- Lance Burman - basso, chitarra
- Lele Melotti - batteria
- Maurizio Fiordiliso - chitarra
- Herbie Hancock - pianoforte in Il mare sconosciuto
- Herman Jackson - pianoforte
- Matteo Saggese - pianoforte, tastiere
- Stefano Senesi - pianoforte, tastiere
- Tommy Barbarella - tastiere
- Ricky Peterson - tastiere
- Sy Smith - cori
- Janey Winterbauer - cori